# Cautethia apira
Cautethia apira är en fjärilsart som beskrevs av Jordan 1940. Cautethia apira ingår i släktet Cautethia och familjen svärmare. Inga underarter finns listade i Catalogue of Life.